# FC Dieppe

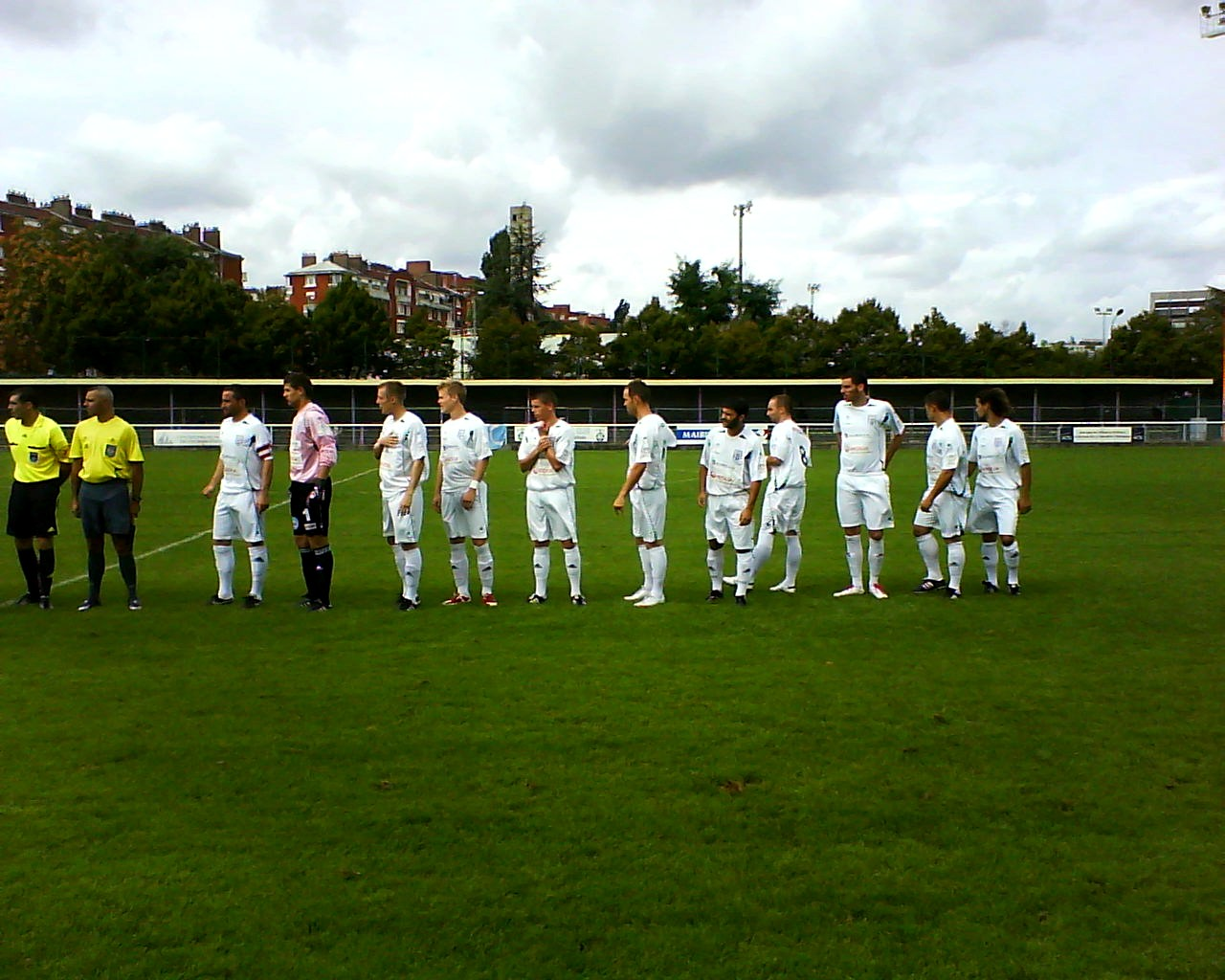
Team van FC Dieppe in 2010

FC Dieppe (Football club dieppois) is een Franse voetbalclub uit Dieppe.
De club werd op 18 november 1896 opgericht en speelt in het Stade des Vertus dat plaats biedt aan 2600 toeschouwers. De club zeven keer kampioen in de Division d'honneur Haute-Normandie en speelde één seizoen in de Ligue 2. In 2013 promoveerde de club naar de CFA. In 2017 degradeerde de club.

## Erelijst
- Division d'honneur Haute-Normandie
  - 1952, 1956, 1961, 1973, 1987, 1991 en 1996